# Diplazon galenensis
Diplazon galenensis là một loài tò vò trong họ Ichneumonidae.